# Mirjam Veldhuis

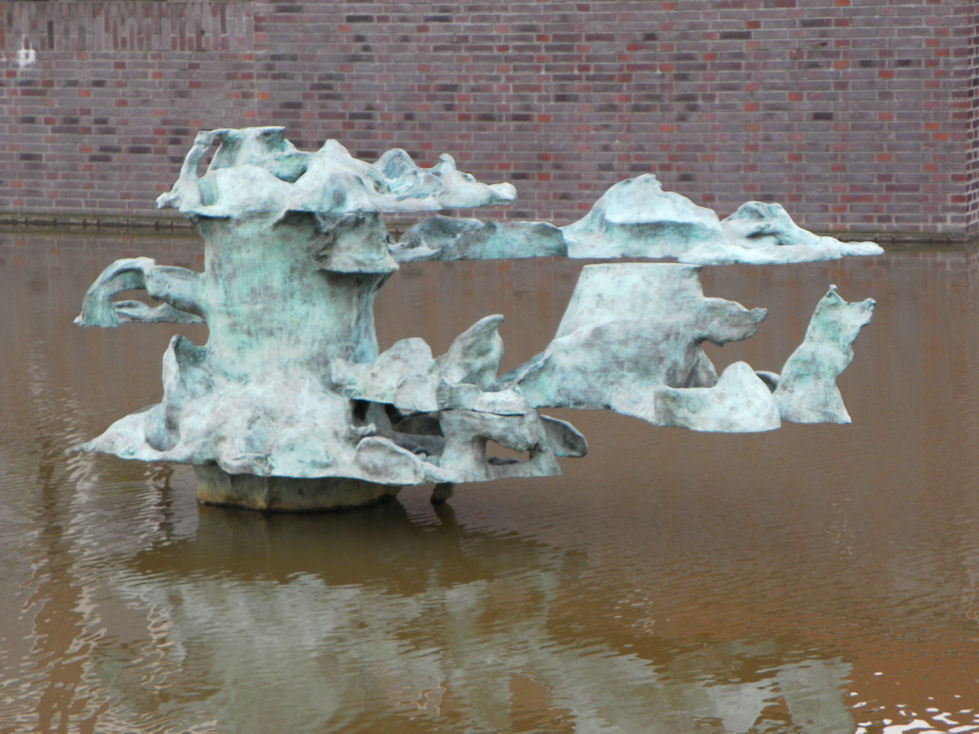
Een beeld voor alle waterstanden

Mirjam Veldhuis (Voorschoten, 1961) is een Nederlands beeldhouwer en keramist. 

## Leven en werk
Veldhuis studeerde van 1980 tot 1985 aan de Academie Minerva in Groningen. In 2003 ontving ze het Basisstipendium Fonds BKVB en in 2004 een stipendium van het Prins Bernhard Cultuurfonds. Sinds 2017 maakt ze onder de naam Studio Limoncello handgedraaide en -gevormde vazen en schalen.

## Enkele werken
- 1992 vijf beelden voor Groot Bronswijk in Wagenborgen
- 1993 muurplastiek bij cbs De Borg in Assen
- 1995 Buutpaal bij obs De Driemaster, in Assen
- 2007 Een beeld voor alle waterstanden, in Kloosterveen, Assen